# Cordido
Cordido (llamada oficialmente San Xiao de Cordido) es una parroquia española del municipio de Foz, en la provincia de Lugo, Galicia.

## Otras denominaciones
La parroquia también es conocida por el nombre de San Xulián de Cordido.

## Organización territorial
La parroquia está formada por seis entidades de población:
- Barral (O Barral)
- Eixo (O Eixo)
- Farradas (Ferradás)
- Moas (As Moás)
- Saa (Sa)
- Sixto (O Sisto)

## Demografía
| Gráfica de evolución demográfica de Cordido entre 2000 y 2019 |
|                                                               |
| Datos según el nomenclátor publicado por el INE.              |